# Ileje (Distrikt)
Ileje ist ein Distrikt der Region Songwe im Südwesten von Tansania. Das Verwaltungszentrum ist in der Stadt Itumba. Ileje grenzt im Norden an den Distrikt Mbozi und an die Region Mbeya, im Osten ebenfalls an die Region Mbeya, im Süden an Malawi und Sambia und im Westen an den Distrikt Momba.

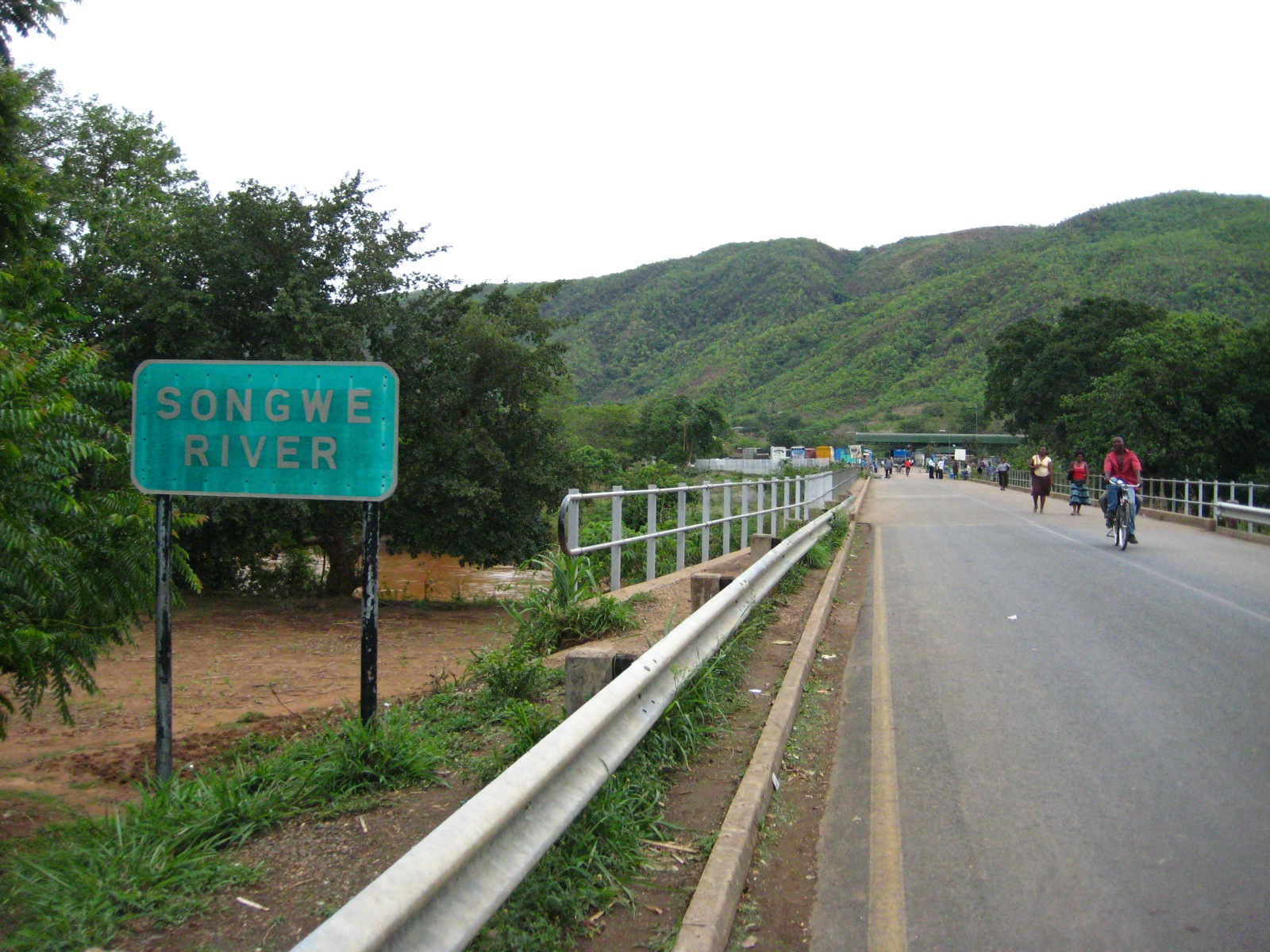
Brücke über den Fluss Songwe

## Geographie
Der Distrikt hat eine Größe von 1908 Quadratkilometer und 125.869 Einwohner. Er liegt größtenteils auf dem tansanischen Hochland zwischen 1500 und 1600 Meter über dem Meer. Aus diesem ragen einzelne Berge bis zu 2500 Meter Höhe auf. Im Süden fällt das Land zum Fluss Songwe ab, er bildet die Grenze zu Malawi. Die jährliche Niederschlagsmenge liegt zwischen 900 und 1200 Millimeter, in den Niederungen etwas darunter, in den Bergen bis zu 2000 Millimeter. Der Regen fällt größtenteils in den Monaten November bis Mai. Die Durchschnittstemperatur liegt in der Hochlandzone zwischen 16 und 20 Grad Celsius, in den Niederungen bis 32 Grad. Der kühlste Monat ist der Juli, am wärmsten ist es im November.

## Geschichte
Der Distrikt wurde im Jahr 1984 eingerichtet. Mit der Teilung des Distriktes Mbeya im Jahr 2016 kam Ilije zur neuen Region Songwe.

## Verwaltungsgliederung
Ileje gliedert sich in die zwei Divisionen Bulambya und Bundali und weiter in insgesamt 18 Bezirke (Wards).
- Itumba
- Itale
- Ibaba
- Ndola
- Luswisi
- Ngulilo
- Lubanda
- Ngulugulu
- Sange
- Ikinga
- Kafule
- Malangali
- Bupigu
- Isongole
- Chitete
- Mbebe
- Mlale
- Kalembo

| Die größten ethnischen Gruppen im Distrikt sind die Ndali und die Lambya. Die Einwohnerzahl stieg von 88.436 im Jahr 1988 auf 109.847 bei der Volkszählung 2002 und weiter auf 124.451 im Jahr 2012. Damit nahm das jährliche Wachstum von 1,5 auf 1,2 Prozent ab. Ein Grund für das geringe Bevölkerungswachstum ist die Abwanderung. Vor allem Kleinbauern, die weniger als ein Hektar Land von schlechter Qualität besitzen, ziehen nach Mbozi. Im Jahr 2012 sprachen fast zwei Drittel der über Fünfjährigen Swahili und über zehn Prozent Swahili und Englisch, 23 Prozent waren Analphabeten. Bei der Volkszählung 2022 lebten 125.869 Menschen in 34.814 Haushalten. Bevölkerungswachstum: \| Volkszählung \| Einwohner \| \| ------------ \| --------- \| \| 1988 \| 88.562 \| \| 2002 \| 109.847 \| \| 2012 \| 124.451 \| \| 2022 \| 125.869 \| | Hier fehlt eine Grafik, die leider im Moment aus technischen Gründen nicht angezeigt werden kann. Wir arbeiten daran! |
| Volkszählung | Einwohner |
| 1988 | 88.562 |
| 2002 | 109.847 |
| 2012 | 124.451 |
| 2022 | 125.869 |

- Bildung: In 83 Grundschulen werden rund 24.000 Schüler von 484 Lehrern unterrichtet. Von 22 weiterführenden Schulen werden 3 privat geführt (Stand 2019).[12]
- Gesundheit: Im Distrikt gibt es zwei Krankenhäuser, ein Gesundheitszentrum und dreißig Apotheken, von denen 24 staatlich betrieben werden (Stand 2019).[12]
- Wasser: Im Jahr 2012 wurden 72 Prozent der Stadtbevölkerung und 43 Prozent der Landbevölkerung mit sicherem und sauberem Wasser versorgt.[13]

| - Landwirtschaft: Die Landwirtschaft ist der wichtigste Wirtschaftszweig. Als Hauptnahrungsmittel werden vor allem Mais, Reis, Bohnen und Erdnüsse angebaut, bei Überproduktion werden sie auch verkauft. Speziell für den Verkauf werden Kaffee, Pyrethrum, Sonnenblumen, Kardamom und Kakao gepflanzt. Von den 30.000 Haushalten hielten im Jahr 2012 zwei Drittel Haustiere. Auf dem Land lag der Prozentsatz bei 95 Prozent, in der Stadt bei 5 Prozent. Die am häufigsten gehaltenen Tiere waren Geflügel, Rinder und Ziegen. - Forstwirtschaft: Da zum Kochen fast nur Holz und Holzkohle verwendet werden, ist die Entwaldung eine große Herausforderung für den Distrikt. - Handel: Neben dem lokalen Handel wird wegen der Lage an der Grenze auch Handel mit Malawi betrieben. Es gibt eine Brücke über den Fluss Songwe mit einem offiziellen Grenzübergang. Von Ileje werden vor allem Baumaterialien geliefert, aus Malawi kommen Mais, Kaffee und Zucker. | Hier fehlt eine Grafik, die leider im Moment aus technischen Gründen nicht angezeigt werden kann. Wir arbeiten daran! |

- Straßen: Im Distrikt gibt es rund 1000 Kilometer Straßen, von denen ein Viertel von der Region und drei Viertel vom Distrikt erhalten werden. Die einzige Nationalstraße im Distrikt ist die nicht asphaltierte Verbindung von Tunduma im Westen mit Sambia im Süden.[18][3]
- Bergbau: Inn der Kiwira-Mine wird Kohle abgebaut.[19]

## Politik
Im Distrikt wird ein Distriktrat (District council) alle fünf Jahre gewählt. Den Vorsitz führt Ubatizo J. Songa (Stand 2022).